# フランシス・タウン
フランシス・タウン（Francis Towne 、1739年か1740年生まれ、1816年7月7日没）は、イギリスの画家である。水彩画家、風景画家として知られている。

## 略歴
ロンドン西部のアイズルワースで生まれ、ロンドンの馬車装飾工房の徒弟をした。ロイヤル・ソサエティ・オブ・アーツで絵の賞を受賞し、しばらく美術学校（St Martin's Lane Academy）でも学んだ。後にタウンの弟子になったジョン・アボット（John White Abbott）によれば、このころ肖像画家のジョン・シャックルトン（?-1767）にも学んだとされたいる。
1783年に別の馬車装飾工房に雇われ、仕事でデヴォン州のエクセターを訪れ、そこで住むようになった。油絵を描き、絵を教え、デヴォンの裕福な家族の肖像画を描いて暮らすようになった。1777年に友人の法律家とウェールズ北部を旅した後、専ら水彩画を描くようになった。
1780年に、ローマに旅し、1776年からローマに滞在していたジョン・ウォリック・スミス（1749-1831）や1775年からローマにいるウィリアム・パース（1742-1782）と一緒に絵を描いた。1781年にはナポリにも1ヶ月ほど滞在し、トーマス・ジョーンズ（1742-1803）と過ごした。その年、ローマに戻り、ジョン・ウォリック・スミスとともに北イタリアやスイスを経由して、イギリスに戻った。
このイタリアでの旅の間に、200点をこえるイタリアの風景や、遺跡、同時代のひとびとの生活を描いた作品を持ち帰り、50点余りは1805年に展示会で展示された。それらの絵は売られることなく絵の注文があれば、それらを模写して販売した。元の作品は没後、大英博物館に収蔵された。
デヴォンに戻るとデヴォンの有力者の依頼で、デヴォンやウェールズの風景を描き、1786年にはイングランド北部の湖水地方の風景を描いた。
1803年まで、ロイヤル・アカデミー・オブ・アーツの展覧会に出展し、会員に選ばれるために何度もローマを描いた水彩画を油絵にして出展したが、会員に選ばれることはなかった。エクセターで画家、美術教師としてそれなりに成功していた。晩年ロンドンに移り、1807年に27歳のフランス人踊り子の愛人と結婚したが、1808年に死別した。1816年にロンドンで亡くなった。
存命中は余り有名な画家ではなかったとされるが、20世紀の初めの絵画の色使いやスタイルとの類似性などから再評価されることになったとされる。

## 作品

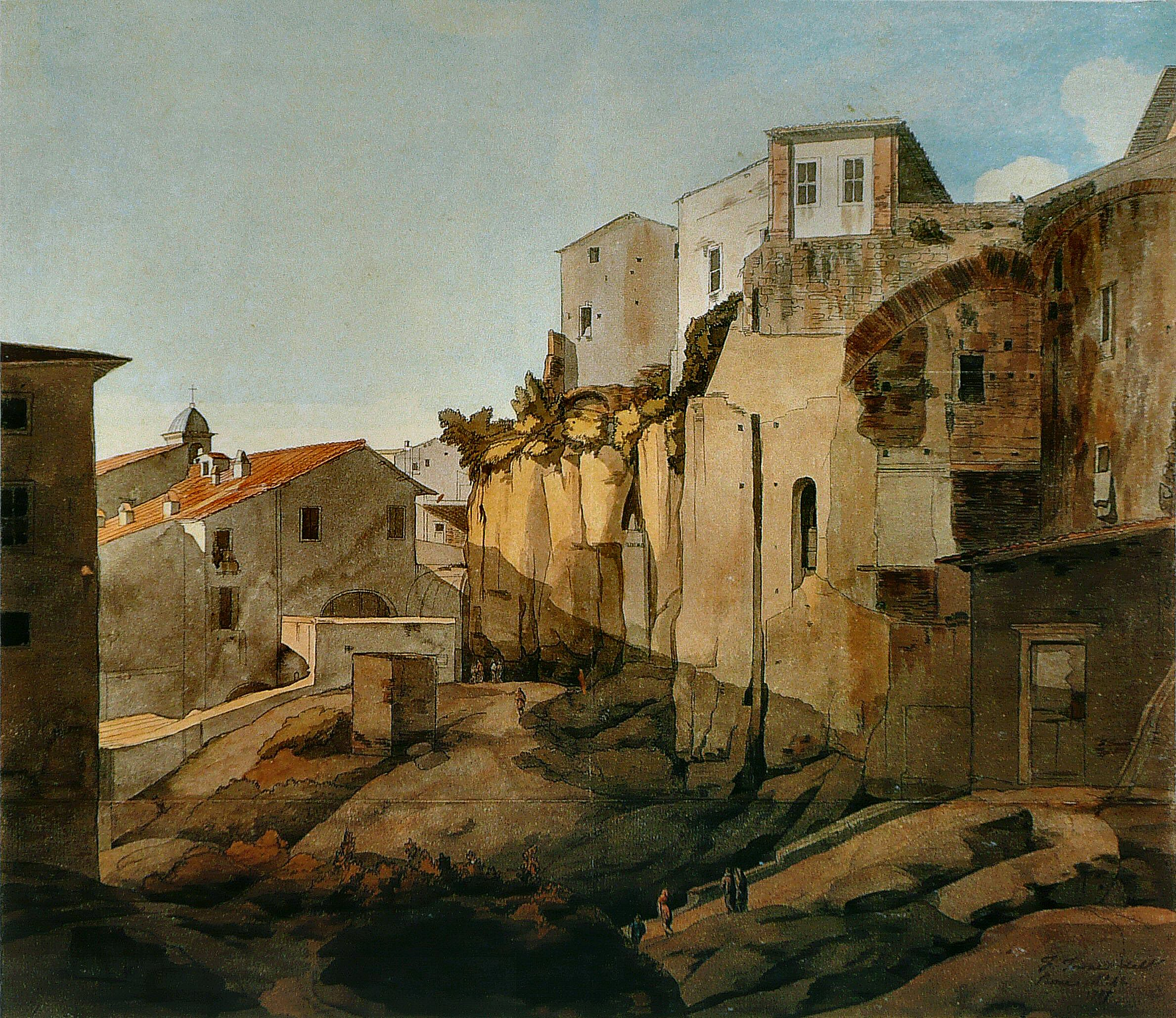
『ローマのタルペーイアの岩』(1780) 大英博物館
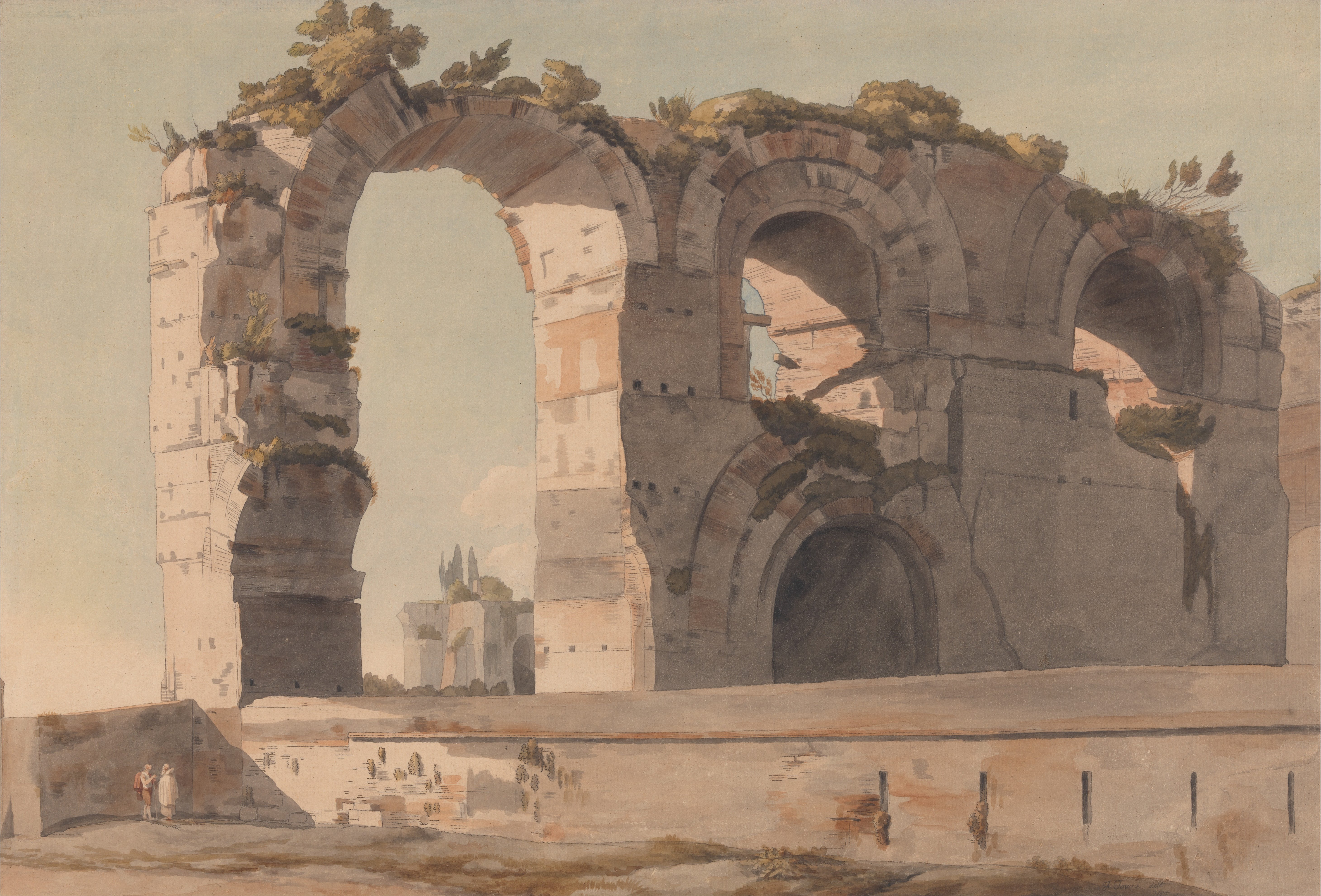
クラウディア水道 (1785)
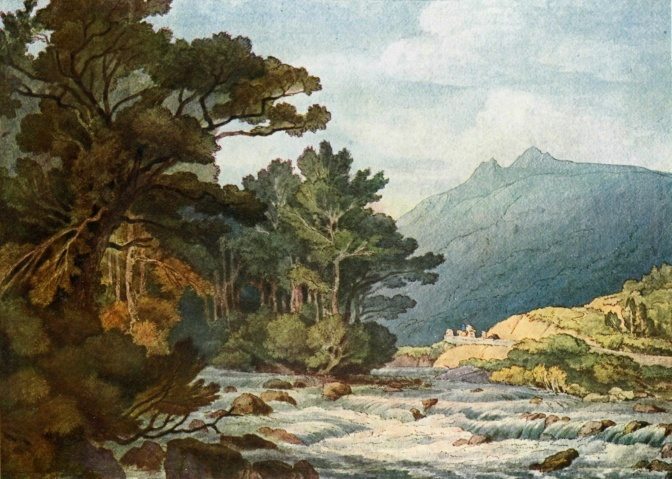
"On The Dart"
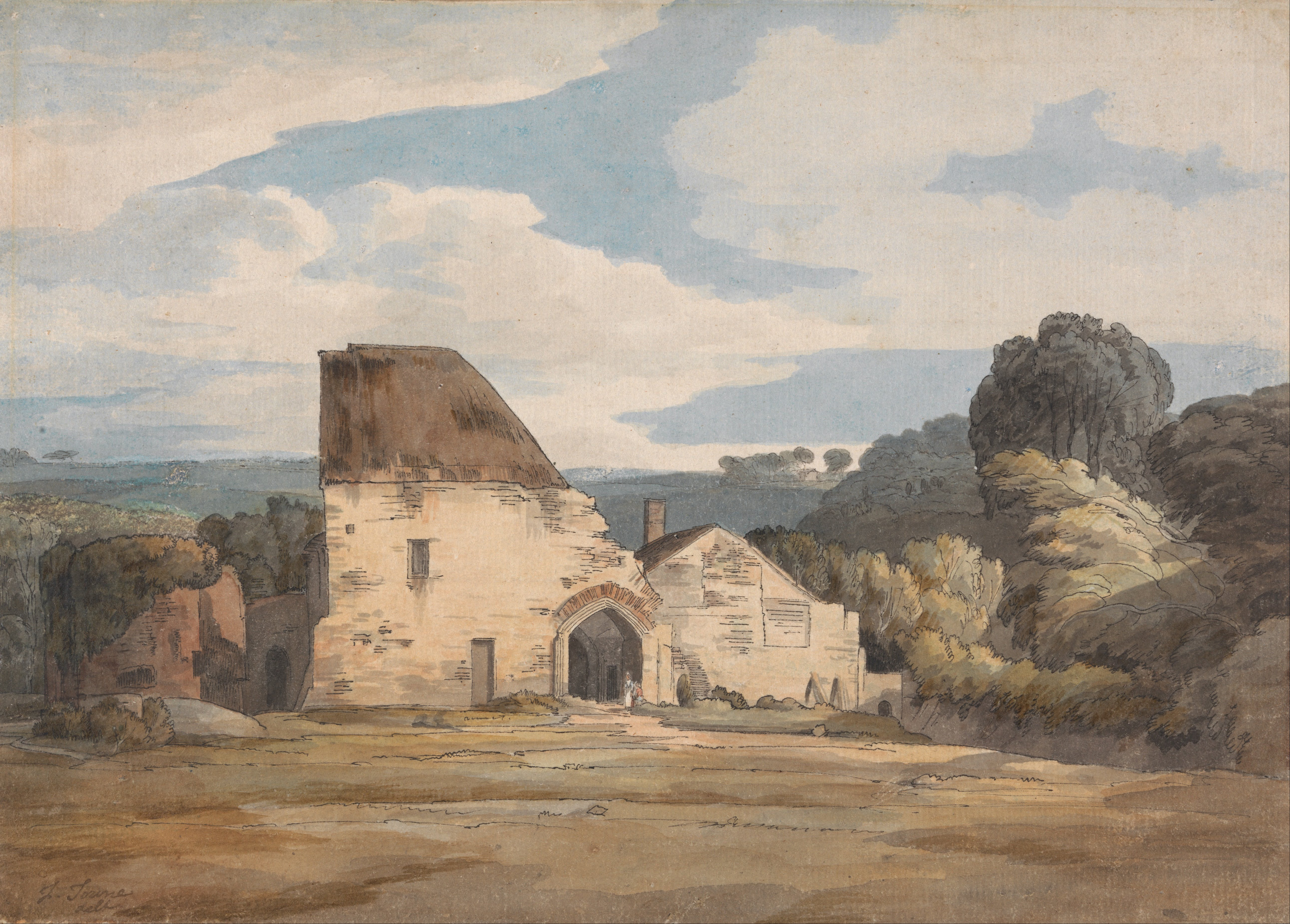
ダンクスウェル修道院 (1783)
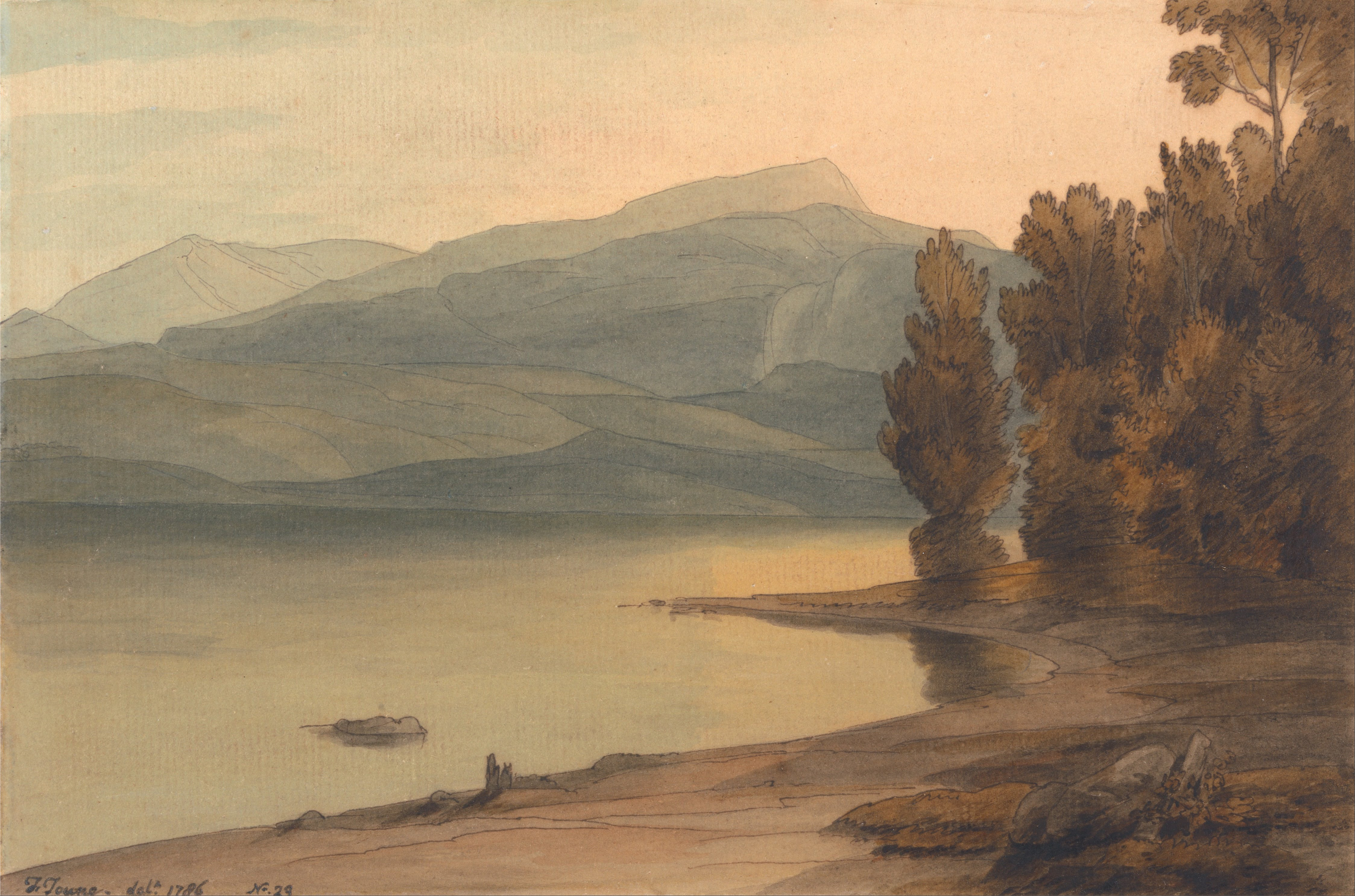
夕暮れのウィンダミア湖(1786)
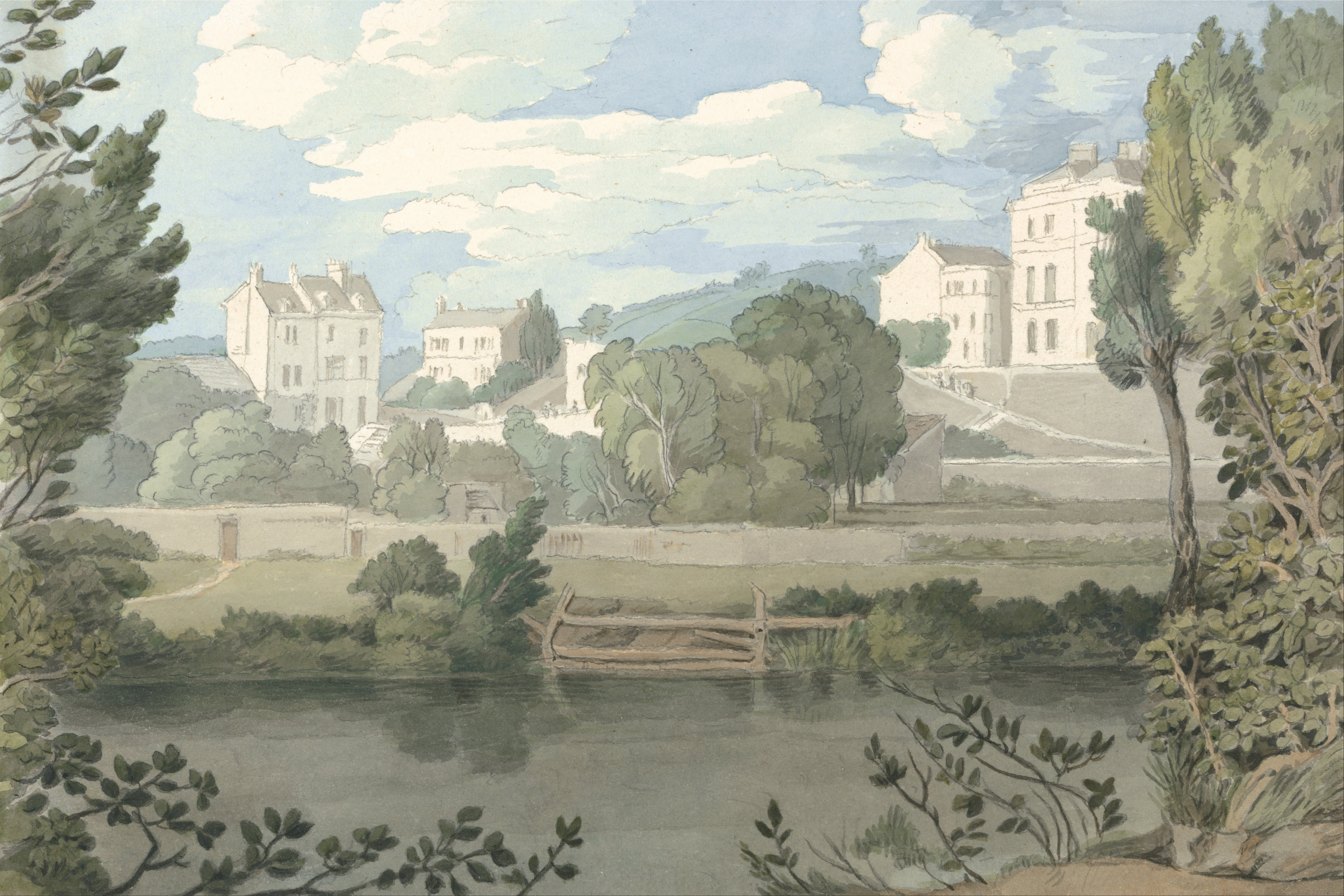
プリマスの家々 (1810)